# 1863 w muzyce
Wydarzenia muzyczne w 1863 roku.

## Wydarzenia
- 19 stycznia – w wiedeńskiej Sophiensaal miała miejsce premiera walca „Leitartikel” op.273 Johanna Straussa (syna)[1]
- 24 lutego – w Dreźnie odbyła się premiera opery Feramors Antona Rubinsteina[1]
- 10 marca – w katedrze w Winchesterze miała miejsce premiera „Give the King Thy Judgments” Samuela Sebastiana Wesleya[1]
- 15 marca – w wiedeńskiej Redoutensaal miała miejsce premiera „Der Entfernten” D.331 Franza Schuberta[1]
- 19 marca – w wiedeńskiej Sophiensaal miała miejsce premiera walca „Patrioten-Polka” op.274 Johanna Straussa (syna)[1]
- 23 marca – w rzymskim Palazzo Altieri miała miejsce premiera pierwszej wersji „Cantico del Sol di San Francesco” S.4/1 Ferenca Liszta[1][2]
- 14 kwietnia – Horace Waters publikuje The Golden Harp zawierający dziesięć nowych piosenek Stephena Collinsa Fostera[1]
- 27 kwietnia – w Bergen odbyła się premiera „Rückblick” Edvarda Griega[1]
- 9 maja – w Paryżu odbyła się premiera Le brésilien Jacques’a Offenbacha[1]
- 11 maja – w Pawłowsku odbyła się premiera „Lieder-Quadrille” op.275 Johanna Straussa (syna)[1]
- 5 czerwca – francuski rząd postanawia subsydiować paryski Theatre-Lyrique[1]
- 3 lipca – w Rzymie odbyła się premiera „Slavimo slavno slaveni!” S.33 Ferenca Liszta[1][3]
- 11 lipca – w Bad Ems odbyła się premiera operetki Il signor Fagotto Jacques’a Offenbacha[1]
- 21 lipca – w Bad Ems odbyła się premiera operetki Lischen et Fritzchen Jacques’a Offenbacha[1]
- 18 sierpnia – w Pawłowsku odbyła się premiera „Invitation à la Polka Mazur” op.277 Johanna Straussa (syna)[1]
- 29 sierpnia – w Pawłowsku odbyła się premiera „Bauern-Polka” op.276 Johanna Straussa (syna)[1]
- 13 września – we Frankfurcie nad Menem odbyła się premiera opery Der Sangeskönig Hiarne, oder Das Tyrfingschwert Heinricha Marschnera[1]
- 15 września – w Rio de Janeiro odbyła się premiera opery Joana de Flandres Antônio Carlosa Gomesa[1]
- 27 września – w Pawłowsku odbyła się premiera „Neues Leben” op.278 Johanna Straussa (syna)[1]
- 30 września – w paryskim Théâtre-Lyrique miała miejsce premiera opery Poławiacze pereł Georges’a Bizeta[1][4]
- 22 listopada – w bostońskim Music Hall miała miejsce premiera „Fantasia Sonata in d minor” Johna Knowlesa Paine’a[1]
- 26 listopada – w Notre Dame w Bordeaux miała miejsce premiera uwertury Spartacus Camille Saint-Saënsa[1]
- 29 listopada – w Wiener Musikverein miała miejsce premiera „Kwartetu smyczkowego” D.173 Franza Schuberta[1]
- 5 grudnia – w Hanowerze odbyła się premiera „Der Jäger” op.22/4 Johannesa Brahmsa[1]
- 13 grudnia – w wiedeńskiej Redoutensaal miała miejsce premiera „Der Geistertanz” D.494 Franza Schuberta[1]
- 18 grudnia – w Wiedniu odbyły się trzy premiery: „Wechsellied zum Tanz” op.31/1, „Die Nonne und der Ritter” op.28/1 oraz „Vor der Tür” op.28/2 Johannesa Brahmsa[1]

## Urodzili się
- 24 stycznia
  - Ferdinand Hellmesberger, austriacki wiolonczelista i dyrygent (zm. 1940)
  - Ostap Nyżankiwski, ukraiński działacz społeczny, kompozytor, dyrygent, ksiądz greckokatolicki, poseł na Sejm Krajowy Galicji IX kadencji (zm. 1919)
- 4 lutego – Pauline de Ahna, niemiecka śpiewaczka operowa (sopran) (zm. 1950)
- 7 lutego – Mieczysław Sołtys, polski kompozytor, dyrygent, pedagog i organizator życia muzycznego (zm. 1929)
- 13 lutego
  - Hugo Becker, niemiecki wiolonczelista, kompozytor, pedagog (zm. 1941)
  - Emánuel Moór, węgierski kompozytor, pianista i twórca instrumentów muzycznych (zm. 1931)
- 23 lutego – Richard Bruno Heydrich, niemiecki kompozytor, śpiewak i muzyk, nauczyciel muzyki (zm. 1938)
- 4 marca – Ellen Gulbranson, szwedzka śpiewaczka operowa (sopran) (zm. 1947)
- 15 marca – Wiktor Grąbczewski, polski śpiewak operowy (baryton) (zm. 1924)
- 20 marca – Ernesto Nazareth, brazylijski kompozytor i pianista (zm. 1934)
- 19 kwietnia – Felix Blumenfeld, rosyjski kompozytor, dyrygent, pianista i pedagog (zm. 1931)
- 12 maja – Charles Bordes, francuski kompozytor i dyrygent chóralny (zm. 1909)
- 25 maja – Camille Erlanger, francuski kompozytor (zm. 1919)
- 27 maja – Franz Schalk, austriacki dyrygent (zm. 1931)
- 2 czerwca – Felix Weingartner, austriacki kompozytor i dyrygent (zm. 1942)
- 8 czerwca – Ernst Kraus, niemiecki śpiewak operowy (tenor) (zm. 1941)
- 16 czerwca – Paul Vidal, francuski kompozytor, dyrygent i pedagog (zm. 1931)
- 16 lipca – Fannie Bloomfield-Zeisler, amerykańska pianistka austro-żydowskiego pochodzenia (zm. 1927)
- 26 lipca – Jāzeps Vītols, łotewski kompozytor (zm. 1948)
- 16 sierpnia – Gabriel Pierné, francuski kompozytor, dyrygent i organista (zm. 1937)
- 2 września – Isidor Philipp, francuski pianista i pedagog pochodzenia węgierskiego (zm. 1958)
- 15 września – Horatio Parker, amerykański kompozytor, organista i pedagog (zm. 1919)
- 9 października – Aleksandr Siloti, rosyjski pianista, dyrygent, kompozytor (zm. 1945)
- 11 października – Xavier Leroux, francuski kompozytor (zm. 1919)
- 24 października – Arnold Rosé, austriacki skrzypek i pedagog muzyczny (zm. 1946)
- 16 listopada – Adelajda Bolska, polska śpiewaczka operowa (sopran) i pedagog (zm. 1930)
- 27 listopada – Władysław Miller, polski kompozytor, dyrygent, pedagog (zm. 1929)
- 7 grudnia – Pietro Mascagni, włoski kompozytor operowy (zm. 1945)
- 19 grudnia – Milka Trnina, chorwacka śpiewaczka operowa (sopran) (zm. 1941)
- 21 grudnia – Pater Hartmann, niemiecki kompozytor, franciszkanin (zm. 1914)
- 24 grudnia – Enrique Fernández Arbós, hiszpański skrzypek, kompozytor i dyrygent (zm. 1939)

Data dzienna nieznana
- Florentyna Golańska, polska aktorka teatralna i śpiewaczka operetkowa (zm. 1905)

## Zmarli
- 4 lutego – Giuseppe Lillo, włoski kompozytor operowy (ur. 1814)
- 6 lutego – Tatjana Szłykowa‑Granatowa, rosyjska tancerka baletowa, aktorka i śpiewaczka operowa (ur. 1773)
- 7 czerwca – Franz Xaver Gruber, austriacki kompozytor i pedagog (ur. 1787)
- 20 czerwca – Luigi Felice Rissi, włoski kompozytor i muzykolog (ur. 1805)
- 5 sierpnia – Adolf Hesse, niemiecki organista i kompozytor (ur. 1809)
- 21 listopada – Joseph Mayseder, austriacki skrzypek i kompozytor (ur. 1789)

## Nagrody
- 3 sierpnia – kantata „David Rizzio” Jules’a Masseneta zdobywa nagrodę Prix de Rome[1]